# Mount Edith Cavell
Der Mount Edith Cavell ist ein Berg in den kanadischen Rocky Mountains in der kanadischen Provinz Alberta. 
Er liegt im Jasper-Nationalpark südwestlich der Stadt Jasper, westlich des Athabasca River. Der Berg wurde 1916 nach der Krankenschwester Edith Cavell benannt, die im Ersten Weltkrieg von den Deutschen in Belgien hingerichtet wurde. Zuvor war sein Name Montagne de la Grande Traversée („Berg der Großen Kreuzung“), weil er am Weg zum Athabascapass liegt.
Die Erstbesteigung des 3363 m hohen Berges erfolgte 1915 durch A.J. Gilmour and E.W.D. Holway.
Eine 17 km lange gewundene Straße führt von Jasper zum Mount-Edith-Gletscher. Der Westgrat des Berges setzt sich in einem halbkreisförmigen Bogen Richtung Norden und Osten fort. In diesem Becken nährt sich der Angel-Gletscher.

## Bilder

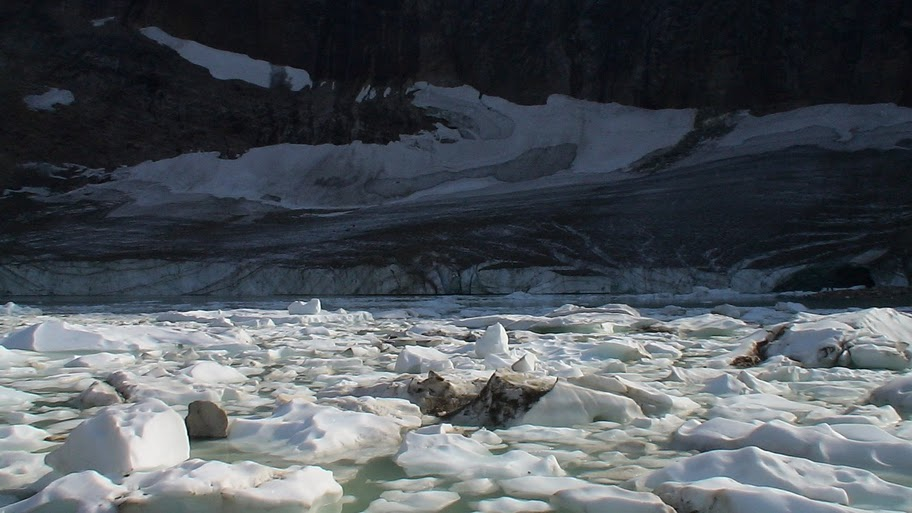
Gletschersee am Mount Edith Cavell, 2. September 2009
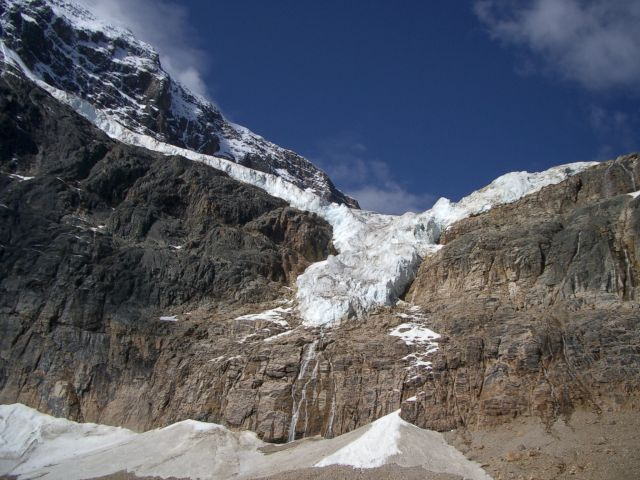
Der Angel-Gletscher auf der Nordseite.
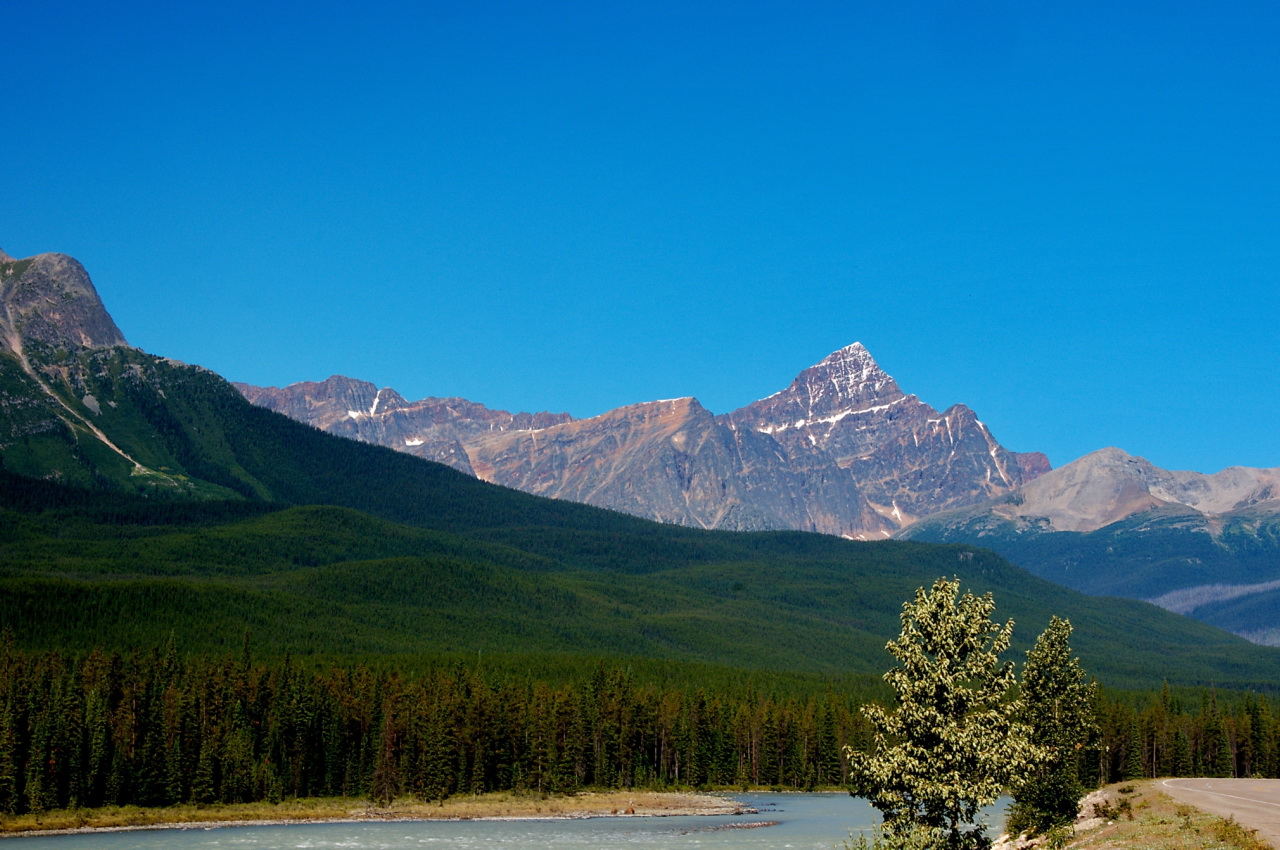
Die Ostseite vom Icefields Parkway vom Tal des Athabasca River aus.